# 维恩斯海姆
维恩斯海姆（德語：Wiernsheim，發音：[ˈviːɐ̯nshaɪm]）是德国巴登-符腾堡州卡尔斯鲁厄行政区恩茨县的市镇，面积24.62平方千米，2023年12月31日人口为6,901人。